# Krasnojarsk kraj
Krasnojarsk kraj (russisk: Красноя́рский край, tr. Krasnojárskij kraj) er en kraj i Rusland og en af de 83 føderale enheder i den russiske føderation. Hovedstaden er Krasnojarsk. Krajen har et arealet på 2.366.797 km² og 2.837.988 (2025) indbyggere. Krajens administrative center er Krasnojarsk, der med sine 1.092.851 (2021) indbyggere er krajens største by. Andre større byer er Norilsk med 176.735 (2024) indbyggere og Atjinsk, der har 99.665 (2024) indbyggere.

## Større byer i Krasnojarsk kraj
- Atjinsk
- Kansk
- Krasnojarsk
- Lesosibirsk
- Minusinsk
- Nazarovo
- Norilsk
- Zelenogorsk
- Zjeleznogorsk